# 范正國
范正國（？—？），字子儀，蘇州吳縣（今江蘇省蘇州市）人。以父蔭作承奉郎，之後遷開封府延津縣知縣。北宋丞相范純仁第五子。范仲淹為其祖父。終年六十二歲。靖康之亂時，因要侍奉趙姓生母，避難至蔡州，但不久其母過身。建炎三年（1129年），元祐皇后任命范正國作樞密院幹辦官扈從，累官至朝請大夫。後因其荊湖北路漕運使之職位任期屆滿，需上京述職，但與宰相會面時有感不快因而選擇退休及遷往臨川居住。因為在任時一直沒有機會前往吳縣拜祭先祖，所以既然已經退休，范正國就往吳縣，但一到吳縣天平山白雲功德寺其先祖墓前，范正國就遇疾在那裡死去，及後葬在先祖旁。范正國有六子，長子范直筠任朝奉郎，居於臨川，後遷樂平，遂為樂平人。